# Tetrataenium
Tetrataenium is een geslacht uit de schermbloemenfamilie (Apiaceae). De soorten komen voor van Turkije tot in Centraal-Azië en Indochina.

## Soorten
- Tetrataenium aquilegifolium (C.B.Clarke) Manden.
- Tetrataenium birmanicum (Kurz) Manden.
- Tetrataenium bivittatum (H.Boissieu) Manden.
- Tetrataenium canescens (Lindl.) Manden.
- Tetrataenium cardiocarpum (Rech.f. & Riedl) Manden.
- Tetrataenium ceylanicum (Gardner ex C.B.Clarke) Manden.
- Tetrataenium grande (Dalzell & A.Gibson) Manden.
- Tetrataenium hookerianum (Wight & Arn.) Manden.
- Tetrataenium kumaonense Kljuykov & Ukrainsk.
- Tetrataenium lallii (C.Norman) Cauwet, Carb. & Farille
- Tetrataenium lasiopetalum (Boiss.) Manden.
- Tetrataenium leucocarpum (Aitch. & Hemsl.) Manden.
- Tetrataenium mianguaqi Ze H.Wang & L.Chen
- Tetrataenium nepalense (D.Don) Manden.
- Tetrataenium nephrophyllum (Leute) Manden.
- Tetrataenium olgae (Regel & Schmalh.) Manden.
- Tetrataenium rigens (Wall. ex DC.) Manden.
- Tetrataenium sprengelianum (Wight & Arn.) Manden.
- Tetrataenium sublineare (C.B.Clarke) Manden.
- Tetrataenium wallichii (DC.) Manden.
- Tetrataenium yunnanense (Franch.) Manden. ex Q.Y.Xiao & X.J.He

... · 
Aciphylla · 
Actinotus · 
Aegopodium · 
Aethusa · 
Ammi (Akkerscherm) · 
Anethum · 
Angelica (Engelwortel) · 
Anisotome · 
Anthriscus (Kervel) · 
Apium (Moerasscherm) · 
Artedia · 
Astrantia (Sterrenscherm) · 
Athamanta · 
Azorella · 
Berula · 
Bifora · 
Bunium · 
Bupleurum (Goudscherm) · 
Carum (Karwij) · 
Caucalis · 
Chaerophyllum (Ribzaad) · 
Cicuta · 
Conium · 
Conopodium · 
Coriandrum · 
Crithmum · 
Cuminum · 
Daucus · 
Eryngium (Kruisdistel) · 
Falcaria · 
Ferula · 
Foeniculum · 
Heracleum (Berenklauw) · 
Levisticum · 
Myrrhis · 
Oenanthe (Torkruid) · 
Orlaya · 
Pastinaca (Pastinaak) · 
Petroselinum (Peterselie) · 
Peucedanum (Varkenskervel) · 
Pimpinella (Bevernel) · 
Pycnocycla ·
Sanicula · 
Scandix · 
Selinum · 
Silaum · 
Sium · 
Smyrnium (Zwarte kervel) · 
Steganotaenia · 
Thapsia · 
Thaspium · 
Thecocarpus · 
Tiedemannia · 
Tilingia · 
Torilis (Doornzaad) · 
Xanthosia · 
...